# 奧德拉河 (西班牙)

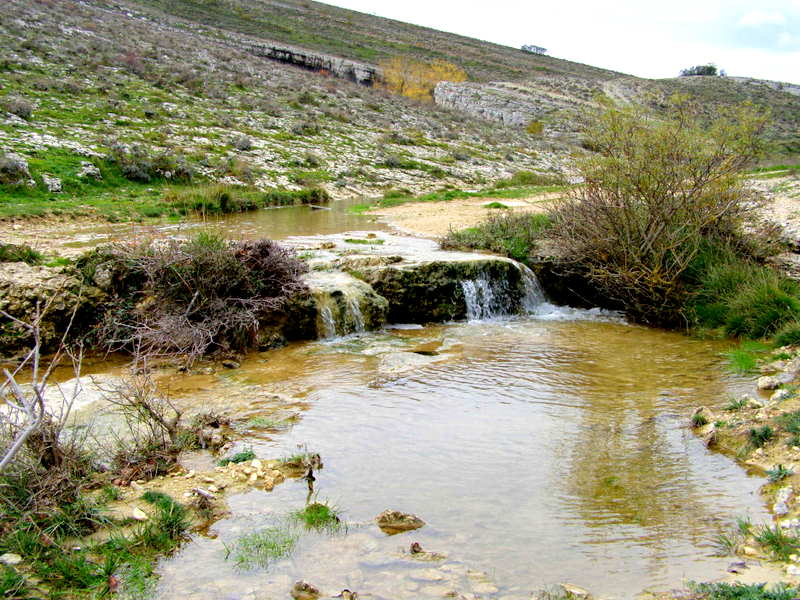
奧德拉河

奧德拉河（西班牙語：Río Odra）是西班牙的河流，位於布爾戈斯省，最終在佩德羅薩德爾普林西佩附近注入皮蘇埃加河，河道全長65公里，流域面積798平方公里。